# Булькіза (округ)
Булькіза (алб. Rrethi i Bulqizës) — один з 36 округів Албанії, розташований на сході країни.
Округ займає територію 718 км² і відноситься до області Дібер. Адміністративний центр — місто Булькіза.

## Географічне положення
Територія округу складається з двох прилеглих до річки Дрин долин на північний захід від Дібри. Східний кордон округу є одночасно і державним кордоном з Македонією, частково проходить по річці Дрин. У цій місцевості, що носить назву Голлоборда, розташовані населені македонцями села.
Ландшафт округу переважно гірський. На відстані 450 м від берега Дрина піднімаються гори висотою понад 2000 м. Більшість населення проживає в долині Дрина і шахтарському містечку Булькіза.
Після останньої адміністративної реформи до складу округу увійшла громада Мартанеші і шахтарське містечко Краста в південній частині долини річки Маті. Цей регіон знаменитий місцевої породою красношерстних домашніх кіз. 5-10% населення округу складають македонці. Більше половини населення — мусульмани-бекташи.

## Економіка і промисловість
На шахтах Бульгізи і Красти ведеться видобуток нікелю, шахта Бульгіза, крім того, найбільша в Албанії. Решта населення округу зайнято в сільському господарстві.
Булькиза і кілька сіл на півночі округу розташовані на дорозі, що веде з узбережжя в Пешкопію. Решта населених пунктів важкодоступні, особливо взимку. Те ж відноситься до федеральної дороги, що проходить в декількох кілометрах західніше Булькізи по гірському перевалу на висоті 837 м.

## Адміністративний поділ
Територіально округ розділений на місто Булькіза і 8 громад: Фуше-Булькіза, Гориці, Мартанеш, Острені, Шупенза, Требішті, Зеркяні.